# Robert McLaren
Robert McLaren, född 19 april 1945, är en friidrottare från Kanada. Han deltog vid olympiska sommarspelen 1968.